# Smilaxsläktet
Smilaxsläktet (Smilax) är ett släkte i familjen smilaxväxter med cirka 350 arter från tropiska och subtropiska områden i välden.